# Sphenoptera bifoveolata
Sphenoptera bifoveolata es una especie de escarabajo del género Sphenoptera, familia Buprestidae. Fue descrita científicamente por Marseul en 1866.

## Distribución
Habita en la región paleártica.